# Simi Fehoko
Simione Tufui Fehoko (Salt Lake City, 5 novembre 1997) è un giocatore di football americano statunitense che milita nel ruolo di wide receiver per i Los Angeles Chargers della National Football League (NFL).

## Carriera

### Dallas Cowboys
Fehoko al college giocò a football a Stanford. Fu scelto nel corso del quinto giro (179º assoluto) nel Draft NFL 2021 dai Dallas Cowboys. Debuttò come professionista subentrando nella gara del primo turno contro i Tampa Bay Buccaneers campioni in carica. Nella sua stagione da rookie disputò 5 partite, nessuna delle quali come titolare.

### Pittsburgh Steelers
Il 31 agosto 2023 Fehoko firmò con la squadra di allenamento dei Pittsburgh Steelers.

### Los Angeles Chargers
Il 25 settembre 2023 Fehoko firmò con i Los Angeles Chargers dopo l'infortunio che pose fine alla stagione di Mike Williams.